# Nukus
Nukus (tiếng Uzbek: Nukus / Нукус; tiếng Karakalpak: Nókis / Нөкис; tiếng Nga: Нукус) là thành phố lớn thứ sáu của Uzbekistan, là thành phố thủ đô nước cộng hòa tự trị Karakalpakstan, một nước cộng hòa tự trị thuộc Uzbekistan.
Thành phố có dân số 260.000 người (năm 2004). Sông Amu chảy qua phía tây thành phố. Thành phố có Bảo tàng Nghệ thuật Nukus.

## Khí hậu
Nukus có khí hậu sa mạc lạnh (Köppen BWk) với mùa hè dài, khô, rất nóng và mùa đông ngắn, mặc dù khá lạnh và có tuyết.
| Dữ liệu khí hậu của Nukus (1981–2010)          | Dữ liệu khí hậu của Nukus (1981–2010) | Dữ liệu khí hậu của Nukus (1981–2010) | Dữ liệu khí hậu của Nukus (1981–2010) | Dữ liệu khí hậu của Nukus (1981–2010) | Dữ liệu khí hậu của Nukus (1981–2010) | Dữ liệu khí hậu của Nukus (1981–2010) | Dữ liệu khí hậu của Nukus (1981–2010) | Dữ liệu khí hậu của Nukus (1981–2010) | Dữ liệu khí hậu của Nukus (1981–2010) | Dữ liệu khí hậu của Nukus (1981–2010) | Dữ liệu khí hậu của Nukus (1981–2010) | Dữ liệu khí hậu của Nukus (1981–2010) | Dữ liệu khí hậu của Nukus (1981–2010) |
| Tháng                                          | 1                                     | 2                                     | 3                                     | 4                                     | 5                                     | 6                                     | 7                                     | 8                                     | 9                                     | 10                                    | 11                                    | 12                                    | Năm                                   |
| ---------------------------------------------- | ------------------------------------- | ------------------------------------- | ------------------------------------- | ------------------------------------- | ------------------------------------- | ------------------------------------- | ------------------------------------- | ------------------------------------- | ------------------------------------- | ------------------------------------- | ------------------------------------- | ------------------------------------- | ------------------------------------- |
| Trung bình ngày tối đa °C (°F)                 | 0.7 (33.3)                            | 4.0 (39.2)                            | 11.7 (53.1)                           | 21.7 (71.1)                           | 28.7 (83.7)                           | 34.5 (94.1)                           | 36.2 (97.2)                           | 34.3 (93.7)                           | 27.9 (82.2)                           | 19.4 (66.9)                           | 10.0 (50.0)                           | 3.1 (37.6)                            | 19.4 (66.9)                           |
| Tối thiểu trung bình ngày °C (°F)              | −7.5 (18.5)                           | −6.0 (21.2)                           | −0.1 (31.8)                           | 8.2 (46.8)                            | 14.2 (57.6)                           | 19.1 (66.4)                           | 21.3 (70.3)                           | 18.9 (66.0)                           | 12.0 (53.6)                           | 4.9 (40.8)                            | −0.8 (30.6)                           | −5.5 (22.1)                           | 6.6 (43.9)                            |
| Lượng Giáng thủy trung bình mm (inches)        | 10.8 (0.43)                           | 9.6 (0.38)                            | 17.1 (0.67)                           | 15.4 (0.61)                           | 12.2 (0.48)                           | 4.1 (0.16)                            | 2.7 (0.11)                            | 1.6 (0.06)                            | 2.4 (0.09)                            | 6.9 (0.27)                            | 12.5 (0.49)                           | 11.8 (0.46)                           | 107.1 (4.22)                          |
| Số ngày giáng thủy trung bình                  | 11                                    | 10                                    | 9                                     | 8                                     | 8                                     | 5                                     | 4                                     | 2                                     | 3                                     | 5                                     | 8                                     | 10                                    | 83                                    |
| Nguồn: Trung tâm Khí tượng Thủy văn Uzbekistan |                                       |                                       |                                       |                                       |                                       |                                       |                                       |                                       |                                       |                                       |                                       |                                       |                                       |